# SV Guts Muts Dresde
Le SV Guts Muts Dresde est un ancien club omnisports allemand localisé dans la ville de Dresde, dans la Saxe, connu en particulier pour sa section football. Fondé en 1902, le club fut dissous par l'administration soviétique qui prit le contrôle de la Saxe après à la fin de la Seconde Guerre mondiale. 

## Histoire
Le 8 mai 1902, quelques étudiants du Heilig Kruis Gymnasium fondèrent avec des membres d'un cercle gymnique appelé Turnverein GutsMuths un nouveau club sportif qu'ils nommèrent SV Guts Muts. Ils choisirent le bleu et le blanc comme couleur du nouveau club.
Le Guts Muts se dota rapidement d'une section football. Après la Première Guerre mondiale, il devint l'une des plus importantes associations sportives de Saxe, avec plus de 1 500 membres affiliés, et plus d'une douzaine de disciplines pratiquées. Outre le football, il comptait notamment des sections de tennis, d'athlétisme, de handball, de natation, de boxe, de gymnastique ou encore de hockey sur gazon.
En 1922-1923, le SV Guts Muts fut sacré champion d'Allemagne centrale de football et put ainsi participer à la phase finale du Championnat national. Il fut battu (2-0), au premier tour, par le Hamburger SV au Bahrenfelderstadion d'Altona (Hambourg). 
Quelques mois plus tard, un nouveau stade fut inauguré avec une rencontre amicale contre le Blauw-Wit Amsterdam, l'un des meilleurs clubs hollandais de l'époque. Le SV Guts Muts s'imposa par 3 buts à 2. Après le Dresdner SC, le SV Guts Muts était à cette époque l'une des meilleures équipes originaires de Saxe. Le club disputa des rencontres internationales amicales contre, entre autres, les Bolton Wanderers, le Slavia Prague, le KB Kopenhagen, le Galatasaray, et même la sélection olympique d'Égypte.
Après l'arrivée au pouvoir d'Adolf Hitler, le SV Guts Muts intégra le nouveau système de Gauligen mis en place par le régime nazi : le club joua dès lors dans la Gauliga Saxe. Après quelques saisons moyennes, il se trouva en lutte contre la relégation. En 1940, Guts Muts descendit. Il remonta une saison plus tard, mais ne put éviter une nouvelle relégation.
Une fois la Seconde Guerre mondiale commencée, le football allemand perdit beaucoup de sa valeur. La penurie de joueurs, les difficultés croissantes pour assurer les déplacements et les restrictions liées au conflit étaient les principales causes de cette régression sportive quasi généralisée. 
Le 17 décembre 1944, le SV Guts Muts Dresde disputa sa dernière rencontre, une défaite 0-1 lors d'un derby contre le Dresdner SC.
Après la capitulation de l'Allemagne nazie (le 8 mai 1945, 43 ans jour pour jour après la fondation du SV Guts Muts), la Saxe se retrouva dans la zone d'occupation soviétique. L'administration communiste fit dissoudre tous les clubs et associations existants, sportifs ou non. 
En 1951, un nouveau club appelé Betriebssportgemeinschaft (BSG) Turbine Dresden fut fondé et s'installa dans le stade de l'ancien SV Gut Muts.
Devenu le SSV Turbine Dresden, ce club existe toujours, et joue à un niveau modeste (Kreisliga). 

## Joueurs connus

### Internationaux allemands
- August Sackenheim (de)
- Rudolf Leip (de)
- Martin Reißmann (de)

### Autres joueurs connus
- Fritz Machate (de)
- Heinz Schwipps (de)
- Johannes Than (de)
- Kurt Birkner (de)

## Sources et liens externes
- (de) Site officiel du SSV Turbine Dresden